# Platería (distrito)
Platería é um distrito do Peru, departamento de Puno, localizada na província de Puno.

## Transporte
O distrito de Platería é servido pela seguinte rodovia:
- PU-125, que liga a cidade ao distrito de Chucuito
- PE-3S, que liga o distrito de La Oroya à Ponte Desaguadero (Fronteira Bolívia-Peru) - e a rodovia boliviana Ruta 1 - no distrito de Desaguadero (Região de Puno)[1][2][3]